# Автошлях E441
Автошлях E441 —  європейський автомобільний маршрут категорії Б, що проходить по території  Німеччини та з'єднує міста Трір і Гоф.

## Маршрут
Весь шлях проходить через такі міста:
- - E40 Хемніц
  - E49 Плауен
  - E51 Гоф